# Кипшидзе, Давид Семёнович
Давид Семёнович Кипшидзе (груз. დავით სიმონის ძე ყიფშიძე, 1902, деревня Алаверди, Зестафонский муниципалитет — 31 августа 1957) — грузинский советский педагог. Ректор Тбилисского государственного университета.

## Биография
В 1921 году окончил реальное училище в Кутаиси и продолжил обучение в Тбилисском государственном университете. В 1925 году окончил философский факультет.
В 1925—1927 годах работал в деревне, директор школы, в 1927—1932 годах — заместитель директора школы в Зестафони.
В 1932—1934 годах учился в аспирантуре при Ленинградском педагогическом научно-исследовательском институте. В 1934—1937 годах преподавал в Кутаисском педагогическом институте. С 1937 по 1938 год — заместитель народного комиссара здравоохранения Грузинской ССР.
С октября 1938 года по февраль 1942 года — ректор Тбилисского государственного университета. С 1942 по 1949 год — директор Института педагогических наук Грузинской ССР. В 1947 году назначен руководителем Педагогического факультета Кутаисского педагогического института, преподаватель педагогического факультета Тбилисского государственного университета.
В апреле 1947 года защитил диссертацию на тему «Предмет педагогики» и получил учёную степень кандидата педагогических наук.
Опубликовал много работ по теории и истории педагогики.
Скончался 31 августа 1957 года.